# Kitty Girls
Kitty Niñas o Kitty Girls es una agrupación filipina formada  por cinco chicas naturales de Manila en abril de 2007 por Ms.Cecille Carpio de Elan Internacional de Modelos y José Félix Dingcong de JLD Gestión, en Filipinas, integradas por Jocelyn Oxlade, Ayanna Oliva, Nicole Deen, Verónica Scott y Tanya Yuquimpo. Kitty Niñas es un encanto y danza que ha recibido mucha atención en su natal Manila.

## Discografía

### (ASAP Música / Star Actas 2008)
- Desnudo baile

Chicas Kitty (Estrella Documentos 2008) 
- KITTY (Video) - Nominated as Favorite Urban Video in the 2009 Myx Music Awards.
- KITTY (Video) - Nominada como Favorito Urbano en el año 2009 Video Music Awards MyX.
- Kitty Danza
- KITTY
- Mi Boo
- En amor nos
- Para siempre

Never Ever feat. 
- Chris Cayzer Nunca feat.
- Cayzer Chris
- Bailando desnuda
- Kitty Dance (menos uno)
- KITTY (menos uno)
- Mi Boo (menos uno)
- Estamos en amor (menos uno)
- Para siempre (menos uno)
- Nunca (menos uno)